# 日本健康体力栄養学会
日本健康体力栄養学会（にほんけんこうたいりょくえいようがっかい、英: THE JAPANESE SOCIETY OF HEALTH, FITNESS AND NUTRITION、略称: JSHFN）は、栄養科学や体育学、スポーツ科学の研究者・研究機関・団体などで組織された学術団体。

## 概要
- 事務局 - 〒156-8502 東京都世田谷区桜丘1-1、東京農業大学応用生物科学部栄養科学科内
- 会長 - 相川りゑ子 （大妻女子大学元教授）

## 沿革
- 1993年 - 日本健康体力栄養研究会発足
- 2006年 - 日本健康体力栄養学会に改称

## 刊行物
- 誌名（和文）：日本健康体力栄養学会誌
- 誌名（欧文）：Japanese Journal of Health, Fitness and Nutrition

## 会員数
- 一般会員：159人
- 役員：44人
  - 男性：23人
  - 女性：21人